# 5e brigade de chars de la Garde (Russie)
Pour les articles homonymes, voir 5e brigade.
La 5e brigade de chars de la Garde est une unité blindée de l'Armée de terre russe. Héritière du 2e corps de chars de la Garde, dont elle conserve le titre honorifique Tatsinskaïa et les ordres du Drapeau rouge et de Souvorov, elle participe à l'invasion russe de l'Ukraine, au sein de la 36e armée combinée.

## Historique
À la suite de la réforme militaire russe de 2008, le titre honorifique « Tatsinskaïa » est de nouveau attribué à une organisation active (en juin 2009). Le drapeau divisionnaire, le nom honorifique et les récompenses sont décernés à la 5e brigade de chars de la Garde nouvellement formée à Divizionnaïa, Oulan-Oudé. Des unités blindées et des éléments de la 5e division de chars de la Garde sont également utilisés pour former la nouvelle brigade.
La brigade est impliquée dans l'invasion russe en Ukraine depuis 2015 au moins. Elle prend part à de violents combats, engageant des chars ukrainiens pour encercler Debaltseve en janvier-février 2015. Un tireur de char de la brigade subit de graves brûlures après l'attaque de son blindé près du village de Logvinovo. Le 16 février 2016, le commandant de brigade, le colonel Rouslan Galitski, est décoré à l'occasion de l'anniversaire de la bataille de Debaltseve, mais sera ensuite tué en décembre 2016 à Alep, en Syrie. La brigade joue ensuite un rôle de premier plan dans les exercices militaires Selenga-2016, organisés en août et septembre 2016 avec les forces armées mongoles.

## Invasion russe de l'Ukraine
La brigade est impliquée dans l'offensive de Kiev lors de l'invasion russe de l'Ukraine. Pendant qu'une partie de la colonne russe fonce sur Kiev, la 5e brigade doit sécuriser l'arrière russe. Elle est engagée par les parachutistes de la 80e brigade d'assaut aérien perdant des véhicules lors de la bataille d'Ivankiv, au nord-ouest de Kiev. En mars, elle tente de contourner la défense ukrainienne à Irpin en passant par Makariv et la M06 et entrer dans Kiev par l'ouest. La brigade subit alors de lourdes pertes autour de Berezivka, perdant au moins quarante véhicules dont dix T-72B.
Après le retrait du nord de l'Ukraine, la 35e armée et la 36e armée combinée sont redéployées dans le Donbass tentant de capturer Sloviansk par le nord. En juillet, la brigade est retenue autour de Bohorodychne, une nouvelle fois par la 80e brigade d'assaut. Elle perd notamment cinq chars après un assaut le 7 juillet. Après la contre-offensive de Kharkiv en septembre 2022, la 5e brigade est retirée du front. Elle réapparait ensuite à proximité de Vouhledar puis au sud de Velyka Novossilka où elle essaye de contenir la contre-offensive ukrainienne de 2023.